# O. P. Jaisha
Jaisha Orchatteri Puthiya Veetil (en malayalam : ഒ. പി. ജെയ്ഷ, née le 23 mai 1983 au Kerala), connue comme O. P. Jaisha, est une athlète indienne, spécialiste du marathon.
Elle porte le record indien de 2 h 37 min 29 s obtenu au marathon de Bombay, à 2 h 34 mon 43 s lors des Championnats du monde à Pékin. Elle a également détenu le record national du 3 000 m steeple.

## Palmarès
| Date | Compétition           | Lieu           | Résultat | Épreuve  | Marque          |
| ---- | --------------------- | -------------- | -------- | -------- | --------------- |
| 2015 | Championnats du monde | Pékin          | 18e      | Marathon | 2 h 34 min 43 s |
| 2016 | Jeux olympiques       | Rio de Janeiro | 89e      | Marathon | 2 h 47 min 19 s |